# Lactato de 2-etilhexilo
El lactato de 2-etilhexilo es una molécula orgánica tipo éster de fórmula molecular C11H22O3. Se obtiene por reacción química entre el ácido láctico y el 2-etilhexanol. En los mamíferos esta reacción es reversible.
Se trata de uno de los ésteres de lactato de mayor peso molecular, los cuales han sido utilizados durante años en diversos procesos industriales, como disolventes para nitro y etil celulosa, gomas, aceites, tintes y en polímeros sintéticos y pinturas. 
Todos ellos, en sistemas biológicos, son hidrolizados enzimáticamente en ácido láctico y el correspondiente alcohol. La principal aplicación del lactato de 2-etilhexilo es como disolvente polar semiacuoso para limpiar metales.

## Propiedades
| Propiedades físicas                   | Propiedades físicas |
| ------------------------------------- | ------------------- |
| Log constante de reparto Octanol-Agua | 3,17                |
| Presión de vapor (20 °C)              | 0,001 mbar          |
| Concentración vapor saturado (20 °C)  | 15,3 ppm            |
| Punto de inflamabilidad               | 113 °C              |
| Solubilidad del agua                  | 2,6 % m/m           |
| Tensión superficial                   | 30,1 dinas/cm       |
| Rotación óptica                       | -14                 |
| Constante octanol-agua                | 3,17                |

## Exposición y efectos sobre el organismo
Los niveles de la percepción del olor hacen de sistema de precaución frente a su exposición haciendo poco probable la exposición humana a concentraciones lo suficientemente elevadas como para producir daños.  Se han establecido los siguientes límites:
- En 0,45 mg/m³ está situado el umbral de olor.
- En 40 mg/m³ está situado el umbral de olor molesto.
Se puede observar lo amplió que es el intervalo de concentraciones.
Debido probablemente a su hidrólisis (que produce ácido láctico y 2-etilhexanol) es irritante para los ojos y la piel.  Esta hidrólisis se produce de manera más rápida en la mucosa intestinal seguida por orden decreciente de hígado, sangre y piel.
En el cuerpo de los mamíferos el 2-etilhexanol se metaboliza al correspondiente aldehído, que luego se metaboliza en ácido carboxílico. En los mamíferos se conocen bien las vías para el metabolismo de los ácidos carboxílicos a dióxido de carbono y agua.
Estudios de mutación realizados sobre Escherichia Coli y Salmonella han demostrado la carencia de actividad mutagénica.   
En estudios realizados sobre ratas frente a la exposición a lactato de 2-etilhexilo en formato aerosol se observó que:
- Bajas dosis: <75mg/m³, provocan cambios en la cavidad nasal  (degeneración del epitelio, hiperplasia, metaplasia, inflamación).
- Medias dosis: 75 – 1800 mg/m³, además de los efectos anteriores habría que sumar efectos similares en laringe y tráquea.
- Altas dosis: >1800 mg/m³, hay que añadir a todo lo anterior, disminución del apetito, problemas de crecimiento y duplicación de la proliferación de peroxisomas (se cree que tenga poca relevancia en humanos).
La exposición al vapor de lactato de 2-etilhexilo provoca efectos similares a los del aerosol.  
Basándose en esta información se estimó el nivel de efectos no adversos en algo menos de 75 mg/m³ pero se estableció en 50 mg/m³.
También se realizaron estudios sobre su potencial teratogénico en ratas no observándose signos de toxicidad sobre la madre o problemas en el feto.  Lo único reseñable es una pérdida del apetito que se hace mayor conforme aumenta la concentración del compuesto.  No se observaron diferencias entre animales expuestos y no expuestos en cuanto al número de abortos y malformaciones se refiere ni diferencias en el ratio del sexo de las crías.

## Degradación
A continuación se muestran dos tablas resumen de los valores observados en la degradación del lactato de 2-etilhexilo para 5 y 28 días.
| Concentración Lactato de 2-etilhexilo | Demanda teórica de oxígeno | DBO mgO2/mg | % Degradación | Días |
| ------------------------------------- | -------------------------- | ----------- | ------------- | ---- |
| 1,08 mg/L                             | 2,37 mgO2/mg               | 1,26        | 20            | 5    |
| 2,06 mg/L                             | 2,37 mgO2/mg               | 1,71        | 45            | 5    |

| Concentración Lactato de 2-etilhexilo | Demanda teórica de oxígeno | DBO mgO2/mg | % Degradación | Días |
| ------------------------------------- | -------------------------- | ----------- | ------------- | ---- |
| 1,08 mg/L                             | 2,37 mgO2/mg               | 0,47        | 53            | 28   |
| 2,06 mg/L                             | 2,37 mgO2/mg               | 1,08        | 72            | 28   |